# ジーニー・セーガン
ジーニー・セーガン（英: Jeanne Sagan）は、アメリカ合衆国のベーシスト。元オール・ザット・リメインズのメンバー。

## 人物
ヘヴィメタルでは珍しい女性ベーシスト。アイバニーズ製のSRベースとSRXベースを主に使用し、ピック奏法で演奏している。 